# Sowiniec (województwo lubelskie)
Sowiniec – wieś w Polsce położona w województwie lubelskim, w powiecie tomaszowskim, w gminie Jarczów.
W latach 1975–1998 miejscowość położona była w województwie zamojskim.
Wieś jest sołectwem w gminie Jarczów. Według Narodowego Spisu Powszechnego z roku 2011 wieś liczyła 40 mieszkańców.